# Daniel Gygax
Daniel Gygax (Zürich, 28 augustus 1981) is een Zwitsers voetballer die onder meer uitkwam voor de Zwitserse eersteklasser FC Luzern. Voordien speelde hij onder meer voor FC Zürich, Lille OSC en 1. FC Nürnberg.

## Carrière
Opgegroeid in Baden bracht Gygax tien jaar van zijn juniorenperiode door bij de plaatselijke FC Baden. Op zijn 17de werd hij lid van FC Zürich. In de zomer van 2005 verhuisde hij naar het buitenland en sloot hij zich aan bij OSC Lille in de Franse Ligue 1. In zijn eerste seizoen speelde hij regelmatig, maar zijn situatie verslechterde in het tweede seizoen, waarna hij in de winterstop op huurbasis vertrok naar FC Metz. Met die club dwong hij promotie af naar de hoogste afdeling. Gygax is actief als middenvelder en speelde 35 interlands voor Zwitserland (5 doelpunten) waaronder op het WK 2006, Euro 2004 en Euro 2008.

## Erelijst
FC Zürich
- Zwitserse beker

2000, 2005